# Trigonoptera neja
Trigonoptera neja là một loài bọ cánh cứng trong họ Cerambycidae.